# Gennadi (Vorname)
Gennadi (russisch Геннадий), auch Gennadij oder Gennadiy transkribiert, ist ein russischer männlicher Vorname. Er ist vom griechischen Namen Gennadios abgeleitet.

## Bekannte Namensträger
- Gennadi Nikolajewitsch Aigi (1934–2006), russisch-tschuwaschischer Lyriker
- Gennadi Alamia (* 1949), abchasischer Politiker, Dichter und Dramatiker
- Gennadi Bekojew (* 1981), südossetischer Politiker
- Gennadi Wladimirowitsch Bely (1951–2001), sowjetisch-ukrainischer Mathematiker
- Gennadi Weniaminowitsch Bessonow (* 1954), sowjetischer Gewichtheber
- Gennadi Kusmitsch Bokarew (1934–2012), russischer Drehbuchautor und Prosaschriftsteller
- Gennadi Wladimirowitsch Borissow (* 1962), russischer Teleskoptechniker und Amateurastronom, bekannt als Kometenjäger
- Gennadi Eduardowitsch Burbulis (1945–2022), russischer Politiker
- Gennadi Markowitsch Chenkin (1942–2016), russischer Mathematiker und mathematischer Ökonom
- Gennadi Alexandrowitsch Chwatow (1934–2020), sowjetisch-russischer Admiral
- Gennadi Michailowitsch Frolow (1961–1990), sowjetischer Filmschauspieler
- Gennadi Gagulija (1948–2018), abchasischer Politiker
- Gennadi Iwanowitsch Gerassimow (1930–2010), russischer Diplomat
- Gennadi Golowkin (* 1982), kasachischer Boxer
- Gennadi Golstein (* 1938), sowjetisch-russischer Jazz-Bandleader, Komponist und Altsaxophonist des Modern Jazz
- Gennadi Golubkov (* 1937), estnischer Politiker
- Gennadi Alexandrowitsch Gussarow (1937–2014), sowjetisch-russischer Fußballspieler
- Gennadi Iwanowitsch Iwantschenko (* 1946), sowjetischer Gewichtheber
- Gennadi Iwanowitsch Janajew (1937–2010), sowjetischer Politiker
- Gennadi Michailowitsch Karponossow (* 1950), russischer Eiskunstläufer
- Gennadi Sergejewitsch Kasanski (1910–1983), sowjetischer Filmregisseur
- Gennadi Wassiljewitsch Kolbin (1927–1998), sowjetischer Politiker
- Gennadi Wladimirowitsch Korban (* 1949), sowjetischer Ringer
- Gennadi Gennadijewitsch Kowaljow (* 1983), russischer Boxer
- Gennadi Alexandrowitsch Krasnizki (1940–1988), sowjetischer Fußballspieler und -trainer
- Gennadi Lalijew (* 1979), kasachisch-russischer Ringer
- Gennadi Michailowitsch Manakow (1950–2019), sowjetischer Kosmonaut
- Gennadi Jewgenjewitsch Markow (1923–2018), sowjetisch-russischer Ethnologe, Archäologe und Professor
- Gennadi Andrejewitsch Mesjaz (* 1936), russischer Physiker
- Gennadi Ignatjewitsch Michailow (* 1974), russischer Radrennfahrer
- Gennadi Jefimowitsch Nessis (* 1947), russischer Schachspieler
- Gennadi Iwanowitsch Newelskoi (1813–1876), russischer Admiral
- Gennadi Iwanowitsch Padalka (* 1958), russischer Kosmonaut
- Gennadi Jurjewitsch Prokopenko (* 1964), sowjetischer Skispringer
- Gennadi Nikolajewitsch Roschdestwenski (1931–2018), russischer Dirigent
- Gennadi Wassiljewitsch Sarafanow (1942–2005), sowjetischer Kosmonaut
- Gennadi Xenafontowitsch Satschenjuk (* 1967), russischer Dirigent
- Gennadi Andrejewitsch Sapunow (1938–2023), sowjetischer Ringer
- Gennadi Iwanowitsch Schatkow (1932–2009), sowjetischer Boxer
- Gennadi Walerjewitsch Schidko (1965–2023), Generaloberst der russischen Streitkräfte
- Gennadi Andrejewitsch Sjuganow (* 1944), russischer Politiker
- Gennadi Sosonko (* 1943), russisch-niederländischer Schach-Großmeister
- Gennadi Konstantinowitsch Spirin (* 1948), russischer Illustrator
- Gennadi Michailowitsch Strekalow (1940–2004), sowjetischer Kosmonaut
- Gennadi Alexandrowitsch Sutschkow (1947–2013), russischer Admiral
- Gennadi Taniel (1940–2015), estnischer Komponist
- Gennadi Nikolajewitsch Troschew (1947–2008), russischer General
- Gennadi Jakowlewitsch Tschetwerikow (1935–2018), sowjetischer bzw. belarussischer Schauspieler, Stuntman und Zirkusdarsteller
- Gennadi Leonidowitsch Wassiljew (1940–1999), sowjetischer bzw. russischer Filmregisseur und Drehbuchautor
- Gennadi Iwanowitsch Woronow (1910–1994), sowjetischer Politiker
- Gennadi Zaichik (* 1957), georgischer Schachspieler
- Gennadi Dmitrijewitsch Zygankow (1947–2006), russischer Eishockeyspieler und -trainer

## Varianten
- Genadijus (litauisch)
- Henads (belarussisch)
- Hennadij (ukrainisch)